# NGC 1241
NGC 1241 est une vaste (?) galaxie spirale barrée située dans la constellation de l'Éridan. Elle a été découverte par l'astronome germano-britannique William Herschel en 1785.

## Caractéristiques
La classe de luminosité de NGC 1241 est II et elle présente une large raie HI. C'est aussi une galaxie active de type Seyfert 2.

### Distance
Sa vitesse par rapport au fond diffus cosmologique est de 3 850 ± 12 km/s, ce qui correspond à une distance de Hubble de 56,8 ± 4,0 Mpc (∼185 millions d'al).
À ce jour, 18 mesures non basées sur le décalage vers le rouge (redshift) donnent une distance de 43,656 ± 11,093 Mpc (∼142 millions d'al), ce qui est à l'intérieur des valeurs de la distance de Hubble. Notons cependant que c'est avec la valeur moyenne des mesures indépendantes, lorsqu'elles existent, que la base de données NASA/IPAC calcule le diamètre d'une galaxie et qu'en conséquence le diamètre de NGC 1241 pourrait être d'environ 54,5 kpc (∼178 000 al) si on utilisait la distance de Hubble pour le calculer.

## Morphologie
NGC 1241 a été utilisée par Gérard de Vaucouleurs comme une galaxie de type morphologique SAB(rs)b dans son atlas des galaxies,.
Eskridge, Frogel et Pogge ont publié un article en 2002 décrivant la morphologie de 205 galaxies spirales ou lenticulaires rapprochées. Les observations ont été réalisées dans la bande H de l'infrarouge et dans la bande B (le bleu). Selon Eskridge et ses collègues, NGC 1241 est de type SAB(r)bc dans la bande B et SB(r)ab dans la bande H. Cette galaxie présente une source nucléaire ponctuelle. Le bulbe devient elliptique en forme de boîte à des niveaux plus faibles de luminosité. Une barre proéminente émerge des coins opposées de la boîte du bulbe. NGC 1241 a deux forts bras provenant des anses brillantes aux extrémités de la barre. Le bard nord est beaucoup plus étroitement enveloppé que le bras sud. Plusieurs autres bras apparaissent à des niveaux de brillance de surface faibles. Le disque à faible brillance de surface s'étend plus loin vers le NO que vers le SE. Le grand axe du disque est orienté SE-NO. Cela peut être dû à une interaction avec la galaxie particulière NGC 1242 de type tardif au NE.

### Un disque entourant le noyau
Grâce aux observations du télescope spatial Hubble, on a détecté un disque de formation d'étoiles autour du noyau de NGC 1241. La taille de son demi-grand axe est estimée à 790 pc (~2575 années-lumière).

## Trou noir supermassif
Une étude  réalisée en 2007  auprès de 90 galaxies de type Seyfert 2 utilisant la dispersion des vitesses a permis d'estimer la masse des trous noirs supermassifs centraux de celles-ci. Pour NGC 1241, la masse du trou noir est égale à 29 × 106 {\displaystyle M_{\odot }} (107,446).
Selon les auteurs d'un article publié en 2012, la connaissance de la masse d'un trou noir central et du taux d'accrétion par celui-ci permet d'estimer le taux de formation d'étoiles dans la région centrale des galaxies de type Seyfert. Ce taux pour NGC 1241 serait à l'intérieur et à l'extérieur d'un rayon de 1 kpc respectivement de 0,59 {\displaystyle M_{\odot }}/an  et de 2,4 {\displaystyle M_{\odot }}/an
.

## Groupe de NGC 1241

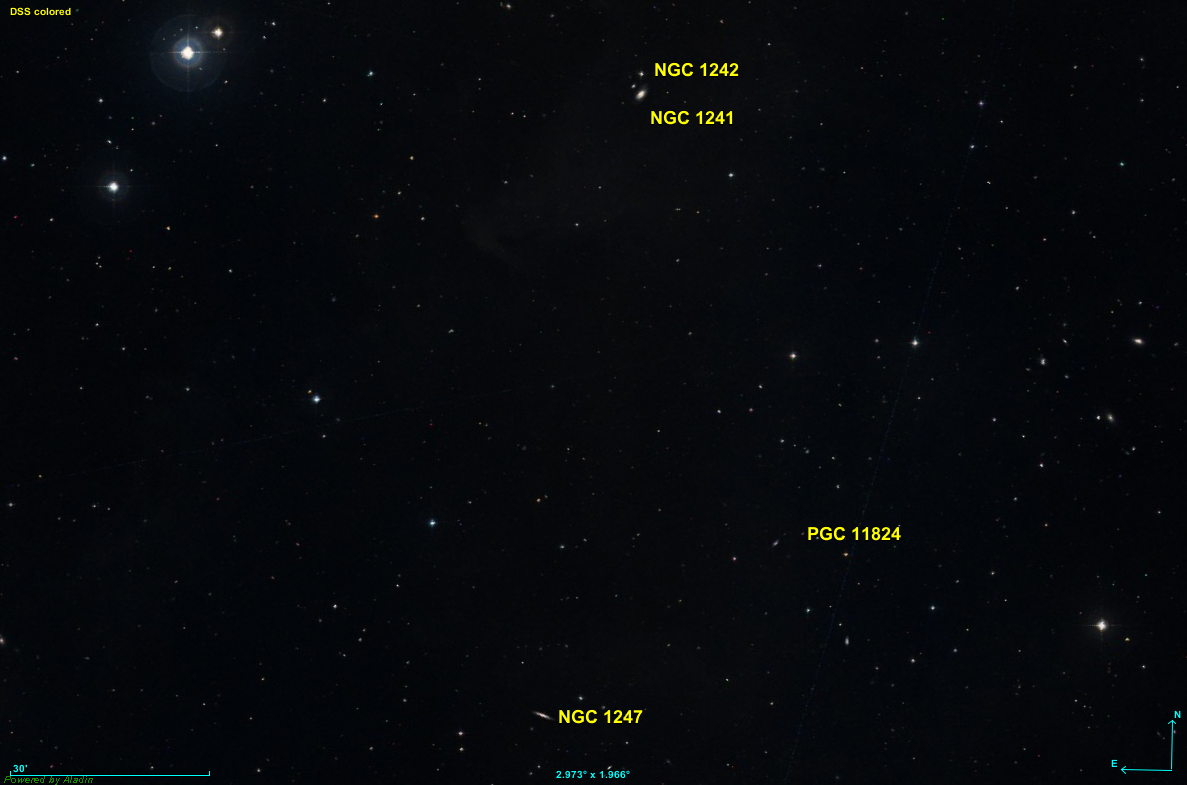
Les galaxies NGC 1241, NGC 1242, NGC 1247 et PGC 11824 font partie du groupe de NGC 1241. La cinquième galaxie de ce groupe est hors du champ de cette image.

NGC 1241 est aussi la galaxie la plus grosse et la plus brillante d'un groupe de galaxies d'au moins 5 membres qui porte son nom. Les cinq autres galaxies du groupe de NGC 1241 sont NGC 1242, NGC 1247, MCG -2-9-6 (PGC 11824) et MK 1071 (PGC 11937).
NGC 1241 et NGC 1242 sont à peu près à la même distance de nous et ils forment probablement une paire de galaxies en interaction gravitationnelle. Ces deux galaxies forment d'ailleurs l'objet ARP 304.

## Galerie

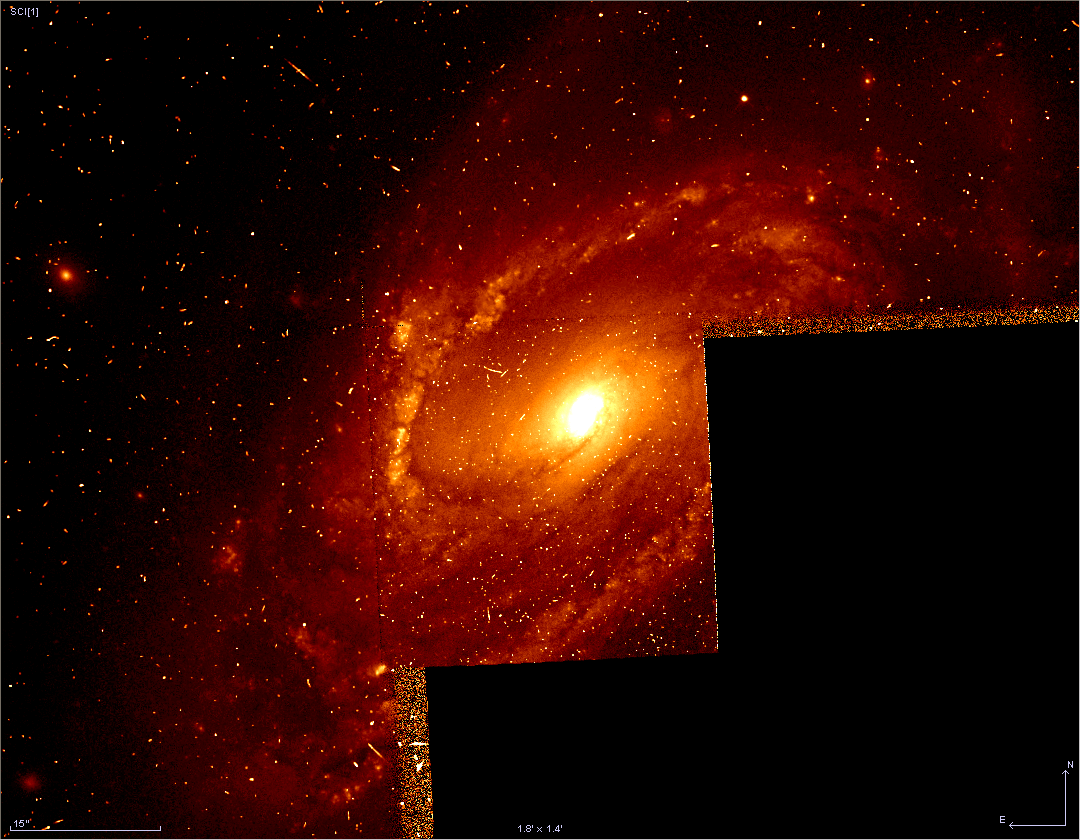
NGC 1241 par le télescope spatial Hubble
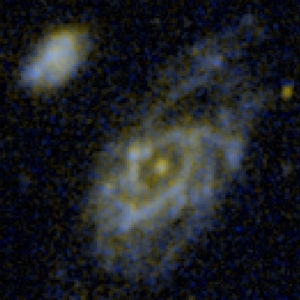
NGC 1241 et NGC 1242 en haut par GALEX